# Федра (Расін)
«Федра» (фр. Phèdre) — трагедія на п'ять дій французького драматурга Жана Расіна. П'єса спочатку названа «Федра та Іполит» (фр. Phèdre et Hippolyte), написана  Александрійським віршем. Прем'єра відбулася в 1677 році. «Федра» вважається вершиною творчості Расіна. П'єса є переробкою трагедії давньогрецького драматурга Евріпіда «Гіпполіт».

## Персонажі
- Тесей — син Егеїв, цар атенський.
- Федра — жінка Тесеєва, Міноса і Пасіфаї дочка.
- Іполит — син Тесея та Антіопи, цариці амазонок.
- Арисія — принцеса царської атенської крові.
- Енона — мамка і вірниця Федри.
- Терамен — вихователь Іпполитів.
- Ісмена — вірниця Арисії.
- Панопа — жінка із почту Федриного.

## Сюжет

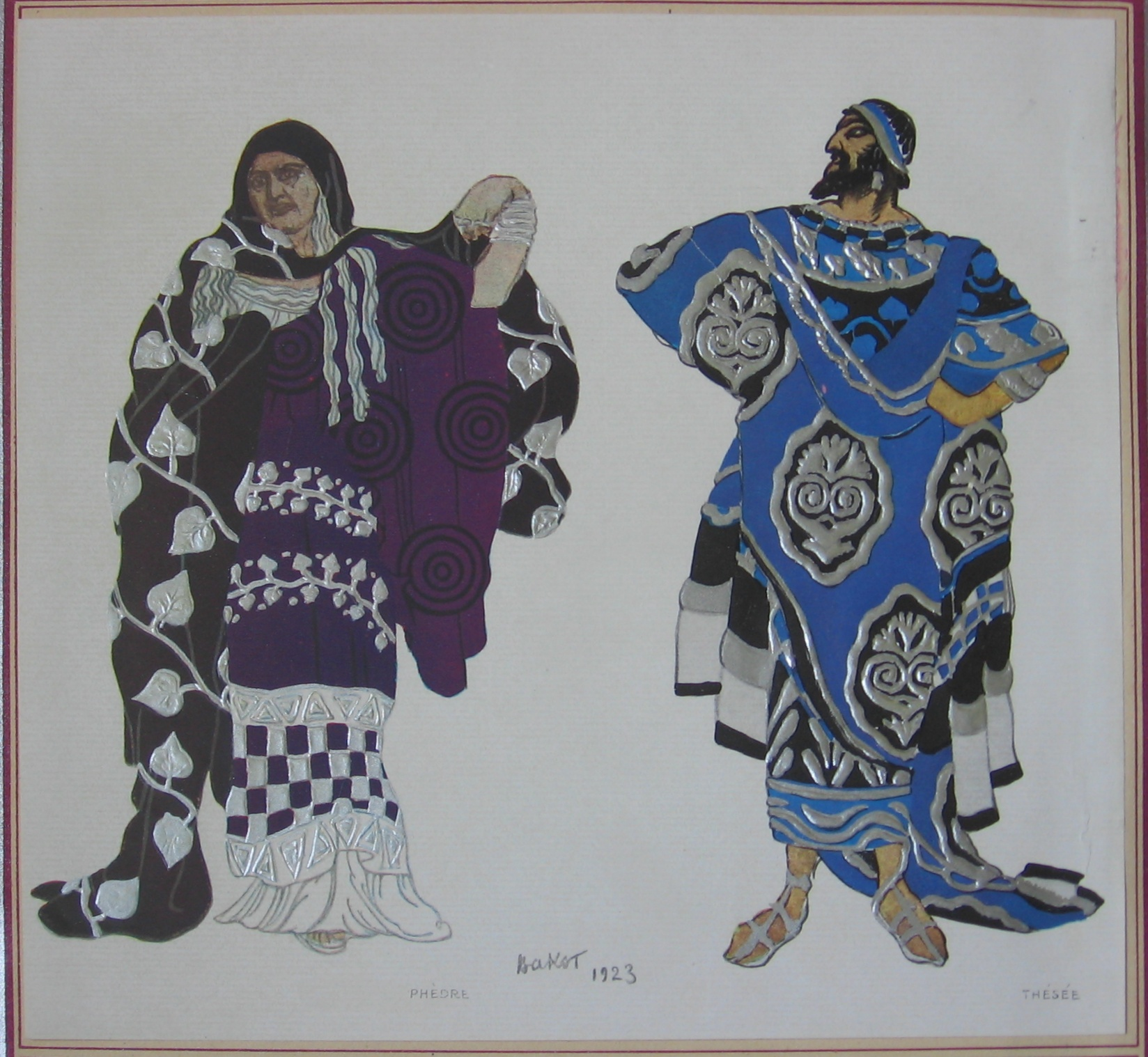
«Федра та Тезей»,
Леон Бакст
1927 рік.

Дія відбувається в місті Трезен. Іполит хоче покинути місто й вирушити на пошуки Тесея, який зник шість місяців тому. Іполит зізнається, що полюбив полонянку Тесея — Арисію, афінську царівну, що вижила, яку його батько прирік на безшлюбність (оскільки в її спадкоємців тече царська кров і вони можуть в майбутньому змагатися з синами Тесея). За відсутності царя Федра запалала до Іполита пристрастю і хоче заморити себе голодом, щоб не зізнаватися у жахливому гріху і накликати на родину безчестя. Коли ж оголошують про смерть Тесея, годувальниця Федри Енона благає пані не кінчати з життям: заборонене кохання більше не є забороненим, афінський трон в цей час вільний і з Іпполітом, якого можуть оголосити спадкоємцем Тесея, варто укласти союз, щоб не постраждали рідні діти Федри .
Арисія, дізнавшись про смерть Тесея, сподівається отримати свободу. Попутно відкривається її таємна закоханість у Іполита, який і сам приходить зізнатися в своїх почуттях. Їх пояснення перериває Федра, яка просить за свого сина і раптово, входячи в стан трансу, освідчується в коханні. Іпполіт відчуває жах і сором. Федра хоче запропонувати Іполитові розділити афінську корону, але Енона приносить звістку про те, що Тесей живий, здоровий і повернувся в Трезен. Він здивований холодною зустріччю, яку надає йому вражений Іполит і розчавлена ганьбою Федра. Енона говорить Тесеєві, що Іполит домагався любові мачухи і намагався взяти її силою, той приходить у лють і просить бога Нептуна, який обіцяв виконати будь-яке бажання царя, знищити сина. Іполит запевняє, що не винен і розповідає про свою любов до Арисія, але Тесей не вірить йому. Він вирішує втекти з Трезен разом з Арисією, але по дорозі гине з вини морського чудовиська. У фіналі Федра з'являється перед чоловіком і зізнається у всьому, попередньо прийнявши смертельну отруту. Тесей втратив і сина, і дружину.

## Переклад українською мовою
Українською мовою п'єсу «Федра» переклав Максим Рильський. Переклад вперше надруковано у виданні:
- Французькі класики XVIII століття. Буало, Корнель, Мольєр, Расін. Х — К., 1931.